# Petr Firický
Petr Firický (* 12. prosince 1959) je bývalý český fotbalista, útočník.

## Fotbalová kariéra
V československé lize hrál za Slavii Praha. Nastoupil ve 3 ligových utkáních. Ve druhé nejvyšší soutěži hrál za TJ Motorlet Praha, nastoupil v 18 utkáních a dal 1 gól.

## Ligová bilance
| Ročník                                   | Zápasy | Góly | Klub              |
| ---------------------------------------- | ------ | ---- | ----------------- |
| 1. československá fotbalová liga 1982/83 | 3      | 0    | Slavia Praha      |
| česká národní fotbalová liga 1983/84     | 18     | 1    | TJ Motorlet Praha |
| CELKEM                                   | 21     | 1    |                   |